# Mintho argentea
Mintho argentea är en tvåvingeart som beskrevs av Mario Bezzi 1908. Mintho argentea ingår i släktet Mintho och familjen parasitflugor. Inga underarter finns listade i Catalogue of Life.